# کی. دی. جاداو
کی. دی. جاداو (انگلیسی: K. D. Jadhav; ۱۵ ژانویهٔ ۱۹۲۶ – ۱۴ اوت ۱۹۸۴) کشتی‌گیر اهل هند بود.
وی در مسابقات کشوری و بین‌المللی در مجموع برندهٔ ۱ مدال برنز شده‌است.